# Морозова (Иркутская область)
Моро́зова — деревня в Боханском районе Иркутской области России. Входит в муниципальное образование «Каменка». 

## География
Расположена на левом берегу реки Иды (правый приток Ангары), в 11 км к востоку от центра сельского поселения, села Каменка, в 21 км к западу от районного центра, посёлка Бохан. Расстояние до Иркутска — 140 км.

## Население
| 2002 | 2010 | 2011 | 2012 |
| ---- | ---- | ---- | ---- |
| 335  | ↘274 | →274 | ↘273 |

## Инфраструктура
Общеобразовательная школа.

## Список улиц
- Ермолова улица
- Нагорная улица
- Новая улица
- Речная улица
- Славянская улица
- Трактовая улица
- Усольская улица
- Школьная улица[4]